# 峨眉小檗
峨眉小檗（学名：Berberis aemulans）为小檗科小檗属的植物，为中国的特有植物。分布于中国大陆的四川等地，生长于海拔2,900米至3,150米的地区，一般生长在山坡路旁和灌丛中，目前尚未由人工引种栽培。